# شورای امنیت میهن ایالات متحده آمریکا
شورای امنیت میهن ایالات متحده آمریکا (انگلیسی: United States Homeland Security Council) یا شورای امنیت داخلی نهادی در دفتر اجرایی رئیس‌جمهور ایالات متحده آمریکا است که وظیفه مشاوره به رئیس‌جمهور در مورد مسائل مربوط به امنیت داخلی را برعهده دارد. هم‌اکنون مشاور فعلی امنیت میهن، استیون میلر است.

## تاریخچه
شورای امنیت میهن نهادی در دفتر اجرایی رئیس‌جمهور است و با فرمان اجرایی ۱۳۲۲۸ در ۲۹ اکتبر ۲۰۰۱ ایجاد شد و متعاقباً توسط دستورالعمل ریاست جمهوری امنیت میهن ۱ گسترش یافت. این شورا به‌عنوان جانشین دفتر امنیت میهن که در ۲۰ سپتامبر ۲۰۰۱ بلافاصله پس از حملات ۱۱ سپتامبر تأسیس شد، فعالیت کرد. کنگره متعاقباً شورای امنیت میهن را در قانون امنیت میهن ۲۰۰۲ تدوین کرد و آن را به مشاوره به رئیس‌جمهور در مورد مسائل امنیت داخلی مأمور کرد.
در ۲۳ فوریه ۲۰۰۹ دولت اوباما دستورالعمل مطالعاتی شماره ۱ ریاست‌جمهوری را منتشر کرد. این یادداشت، دستور بررسی ۶۰ روزه بین سازمانی ساختار امنیت میهن و مبارزه با تروریسم کاخ سفید را صادر کرد. این بررسی به رئیس‌جمهور توصیه کرد که کارکنان شورای امنیت میهن را با کارکنان شورای امنیت ملی ادغام کند. در ۲۶ مه ۲۰۰۹ باراک اوباما توصیه ادغام کارکنان شورای امنیت میهن و شورای امنیت ملی را در یک ستاد امنیت ملی امضا کرد. در ۱۰ فوریه ۲۰۱۴ اوباما ستاد امنیت ملی را به ستاد شورای امنیت ملی تغییر نام داد.
سیاست‌گذاران و ناظران در مورد اینکه آیا کارکنان شورای امنیت میهن باید به عنوان یک نهاد مستقل در کاخ سفید باقی بمانند، یا با کارکنان شورای امنیت ملی ادغام شوند، بحث کرده‌اند. در نهایت شورای امنیت میهن و شورای امنیت ملی طبق قانون به‌عنوان شوراهای مستقل رهبری که به رئیس‌جمهور مشاوره می‌دهند، همچنان وجود دارند.

## مأموریت
شورای امنیت میهن مسئول ارزیابی اهداف، تعهدات و خطرات ایالات متحده آمریکا و ارائه توصیه‌هایی به رئیس‌جمهور در رابطه با سیاست امنیت داخلی است.

## ساختار
ساختار سازمانی شورای امنیت میهن مشابه همتای امنیت ملی خود؛ شورای امنیت ملی است، که در لایحه امنیت ملی ۱۹۴۷ تأسیس شد. شورای امنیت میهن شباهت‌های ساختاری با شورای امنیت ملی دارد. شورای امنیت میهن شامل کارکنان تمام وقت است که بر اساس حوزه‌های موضوعی مربوط به ماموریت‌های امنیت داخلی سازماندهی شده‌اند و خود شورا متشکل از اعضای کابینه و مقامات ارشد کاخ سفید است که وزارتخانه‌های آنها منافع اصلی در سیاست‌گذاری امنیت داخلی دارند. در دوران دولت بوش، این شورا توسط مشاور امنیت میهن، مدیریت می‌شد. در ستاد مشترک نیروهای مسلح ایالات متحده آمریکا مشاوران نظامی در حوزه شورای امنیت میهن و شورای امنیت ملی وجود دارد که وظیفه مشورت‌دهی به این شوراها را برعهده دارند. به دلیل توصیه‌های اجرا شده توسط اوباما، شورای امنیت میهن و شورای امنیت ملی اکنون کارکنانی مشترک دارند که در ستاد امنیت ملی ساماندهی می‌شوند.
این دو سازمان در حالی که از نظر نام مشابه هستند، ولی وزارت امنیت میهن نیز در کابینه ایالات متحده وجود دارد، که یک وزارتخانه اجرایی فدرال مجزا است. برخلاف وزارت امنیت میهن، شورای امنیت میهن به‌عنوان بخشی از دفتر اجرایی رئیس‌جمهور فعالیت می‌کند و کارکنانی از سراسر آژانس‌های فدرال را جذب می‌کند و تحت کنترل مستقیم رئیس‌جمهور می‌باشد.

## اعضا
| ساختار شورای امنیت داخلی ایالات متحده | ساختار شورای امنیت داخلی ایالات متحده |
| ------------------------------------- | --- |
| رئیس                                  | رئیس‌جمهور ایالات متحده آمریکا |
| شرکت‌کنندگان دائمی                     | معاون رئیس‌جمهور ایالات متحده آمریکا وزیر امور خارجه ایالات متحده آمریکا وزیر خزانه‌داری ایالات متحده آمریکا وزیر دفاع ایالات متحده آمریکا دادستان کل ایالات متحده آمریکا وزیر انرژی ایالات متحده آمریکا وزیر امنیت میهن ایالات متحده آمریکا مشاور امنیت ملی (آمریکا) مشاور امنیت میهن سفیر ایالات متحده آمریکا در سازمان ملل متحد |
| مشاور نظامی                           | رئیس ستاد مشترک نیروهای مسلح ایالات متحده آمریکا |
| مشاور اطلاعاتی                        | اداره‌کننده اطلاعات ملی |
| سایر شرکت‌کنندگان                      | رئیس دفتر رئیس‌جمهور ایالات متحده آمریکا اداره مدیریت و بودجه |